# Остранд, Ноа
Ноа Остранд Джон (швед. Noah Åstrand John; род. 13 декабря 2003, Тебю) — шведский футболист, защитник клуба «Хаммарбю».

## Клубная карьера
Начинал заниматься футболом во «Фрее» из своего родного города. В 2021 году перебрался в молодёжную команду «Хаммарбю». 4 сентября 2020 года на правах аренды до конца сезона перебрался в итальянский «Кальяри». По возвращении из аренды стал выступать за фарм-клуб — «Хаммарбю Таланг». В его составе впервые сыграл 1 августа 2022 года в матче первого дивизиона против «Соллентуны». 9 мая 2023 года впервые попал в заявку основной команды «Хаммарбю» на игру с «Мьельбю». В этой игре дебютировал в чемпионате Швеции, заменив 80-й минуте Шакила Пинаса.

## Клубная статистика
| Выступление       | Выступление      | Выступление      | Лига | Лига | Кубки | Кубки | Конт. кубки | Конт. кубки | Итого | Итого |
| Клуб              | Лига             | Сезон            | Игры | Голы | Игры  | Голы  | Игры        | Голы        | Игры  | Голы  |
| ----------------- | ---------------- | ---------------- | ---- | ---- | ----- | ----- | ----------- | ----------- | ----- | ----- |
| Хаммарбю          | Алльсвенскан     | 2023             | 1    | 0    | 0     | 0     | 0           | 0           | 1     | 0     |
| Хаммарбю          | Итого            | Итого            | 1    | 0    | 0     | 0     | 0           | 0           | 1     | 0     |
| → Хаммарбю Таланг | Дивизион 1       | 2022             | 10   | 0    | 0     | 0     | 0           | 0           | 10    | 0     |
| → Хаммарбю Таланг | Дивизион 1       | 2023             | 7    | 0    | 0     | 0     | 0           | 0           | 7     | 0     |
| → Хаммарбю Таланг | Итого            | Итого            | 17   | 0    | 0     | 0     | 0           | 0           | 17    | 0     |
| Всего за карьеру  | Всего за карьеру | Всего за карьеру | 18   | 0    | 0     | 0     | 0           | 0           | 18    | 0     |